# Nevbosh
El «nevbosh» (literalmente, ‘nuevo disparate’) fue el primer idioma construido al que J. R. R. Tolkien contribuyó, junto con su prima Mary Incledon, después de que Marjorie, la hermana de esta, perdiera el interés por las lenguas construidas tras su juego con el animálico.
De acuerdo con Humphrey Carpenter, Tolkien y Mary «colaboraron para inventar [este] nuevo y más sofisticado idioma». Sin embargo, esta no es la historia contada por Tolkien, quien admitió que su participación en la construcción del nevbosh fue más humilde: simplemente contribuyó con el vocabulario e influyó en la escritura.
En cualquier caso, el nevbosh fue el primer idioma inventado relativamente sofisticado que entró en contacto con Tolkien, aunque él había comenzado su invención por sí mismo: «Yo era más antiguo en el vicio secreto... que la organizadora del nevbosh».
El único texto en nevbosh que sobrevive, sin contar unas pocas palabras aisladas mencionadas por Tolkien, es el siguiente poema:

Dar fys ma vel gom co palt 'hoc
pys go iskili far maino woc?
Pro si go fys do roc de
Do cat ym maino bocte
De volt fac soc ma taimful gyróc!'
Había un hombre viejo que decía: «¿Cómo
podría llevarme mi vaca?
Ya que si tengo que pedirle
que entre en mi bolsillo,
¡provocaría un espantoso jaleo!».

Tolkien consideraba al nevbosh más como un código que como un idioma: «Lo que encontramos más interesante fue que no eran simples distorsiones de palabras existentes, tales como «iskili» ('posiblemente') o «lint» ('rápido'). La fusión de sonidos y significados de una forma que simplemente «agradaba» al inventor era el principio sobre el que construiría sus propios idiomas, cuyo ejemplo más antiguo preservado es el naffarin.